# Eleições legislativas portuguesas de 2015 no distrito de Vila Real
| Eleições legislativas portuguesas de 2015 Distritos: Aveiro \| Beja \| Braga \| Bragança \| Castelo Branco \| Coimbra \| Évora \| Faro \| Guarda \| Leiria \| Lisboa \| Portalegre \| Porto \| Santarém \| Setúbal \| Viana do Castelo \| Vila Real \| Viseu \| Açores \| Madeira \| Estrangeiro |

## Resultados por concelho
Os resultados nos concelhos do Distrito de Vila Real foram os seguintes:

### Alijó
| Partido                 | Partido                        | Votos  | %               | +/-  |
| ----------------------- | ------------------------------ | ------ | --------------- | ---- |
|                         | Portugal à Frente              | 3 004  | 47,19 / 100,00  | 6,18 |
|                         | Partido Socialista             | 2 325  | 36,52 / 100,00  | 0,64 |
|                         | Bloco de Esquerda              | 297    | 4,67 / 100,00   | 2,65 |
|                         | Coligação Democrática Unitária | 220    | 3,46 / 100,00   | 0,52 |
|                         | PCTP/MRPP                      | 66     | 1,04 / 100,00   | 0,57 |
|                         | Outros                         | 213    | 3,36 / 100,00   |      |
| Votos Inválidos         | Votos Inválidos                | 241    | 3,79 / 100,00   | 0,48 |
| Total                   | Total                          | 6 366  | 100,00 / 100,00 |      |
| Eleitorado/Participação | Eleitorado/Participação        | 12 651 | 50,32 / 100,00  | 2,51 |

| Freguesia                                            | %     | %     | %    | %     | %    | Votantes |
| Freguesia                                            | PÀF   | PS    | BE   | CDU   | PCTP | Votantes |
| ---------------------------------------------------- | ----- | ----- | ---- | ----- | ---- | -------- |
| Alijó                                                | 50,41 | 33,90 | 6,32 | 3,12  | 0,82 | 1 345    |
| Carlão e Amieiro                                     | 43,04 | 36,30 | 4,13 | 3,48  | 1,96 | 460      |
| Castedo e Cotas                                      | 60,73 | 24,58 | 1,98 | 2,26  | 1,41 | 354      |
| Favaios                                              | 40,99 | 44,88 | 4,24 | 3,00  | 0,88 | 566      |
| Pegarinhos                                           | 48,65 | 34,68 | 1,80 | 7,66  | 2,25 | 222      |
| Pinhão                                               | 32,61 | 37,74 | 6,20 | 15,63 | 1,35 | 371      |
| Pópulo e Ribalonga                                   | 51,95 | 33,59 | 3,91 | 1,56  | 0,78 | 256      |
| Sanfins do Douro                                     | 46,00 | 39,68 | 4,25 | 2,06  | 1,09 | 824      |
| Santa Eugénia                                        | 51,12 | 41,70 | 0,90 | 0     | 0    | 223      |
| São Mamede de Ribatua                                | 39,00 | 42,06 | 5,85 | 3,90  | 0,28 | 359      |
| Vale de Mendiz, Casal de Loivos e Vilarinho de Cotas | 34,18 | 46,84 | 8,23 | 4,75  | 1,90 | 316      |
| Vila Chã                                             | 51,25 | 36,20 | 2,87 | 1,43  | 0,72 | 279      |
| Vilar de Maçada                                      | 49,70 | 33,67 | 5,27 | 1,01  | 1,01 | 493      |
| Vila Verde                                           | 63,76 | 24,16 | 2,35 | 1,01  | 0,34 | 298      |
| Alijó                                                | 47,19 | 36,52 | 4,67 | 3,46  | 1,04 | 6 366    |

### Boticas
| Partido                 | Partido                        | Votos | %               | +/-  |
| ----------------------- | ------------------------------ | ----- | --------------- | ---- |
|                         | Portugal à Frente              | 2 275 | 65,88 / 100,00  | 4,44 |
|                         | Partido Socialista             | 771   | 22,33 / 100,00  | 0,69 |
|                         | Bloco de Esquerda              | 85    | 2,46 / 100,00   | 1,57 |
|                         | Coligação Democrática Unitária | 76    | 2,20 / 100,00   | 0,05 |
|                         | Outros                         | 123   | 3,56 / 100,00   |      |
| Votos Inválidos         | Votos Inválidos                | 123   | 3,56 / 100,00   | 0,88 |
| Total                   | Total                          | 3 453 | 100,00 / 100,00 |      |
| Eleitorado/Participação | Eleitorado/Participação        | 7 818 | 44,17 / 100,00  | 6,85 |

| Freguesia                           | %     | %     | %    | %     | Votantes |
| Freguesia                           | PÀF   | PS    | BE   | CDU   | Votantes |
| ----------------------------------- | ----- | ----- | ---- | ----- | -------- |
| Alturas do Barroso e Cerdedo        | 68,33 | 21,67 | 1,67 | 1,67  | 300      |
| Ardãos e Bobadela                   | 63,00 | 21,18 | 1,61 | 1,61  | 373      |
| Beça                                | 70,50 | 19,85 | 1,86 | 0,74  | 539      |
| Boticas e Granja                    | 59,86 | 27,94 | 3,42 | 0,80  | 877      |
| Codessoso, Curros e Fiães do Tâmega | 86,88 | 9,50  | 0,45 | 0,90  | 221      |
| Covas do Barroso                    | 62,50 | 17,11 | 1,97 | 10,53 | 152      |
| Dornelas                            | 48,15 | 25,40 | 4,23 | 14,81 | 189      |
| Pinho                               | 66,37 | 21,68 | 3,54 | 0,44  | 226      |
| Sapiãos                             | 71,10 | 22,08 | 3,25 | 0,32  | 308      |
| Vilar e Viveiro                     | 68,28 | 23,51 | 1,49 | 2,24  | 268      |
| Boticas                             | 65,88 | 22,33 | 2,46 | 2,20  | 3 453    |

### Chaves
| Partido                 | Partido                         | Votos  | %               | +/-   |
| ----------------------- | ------------------------------- | ------ | --------------- | ----- |
|                         | Portugal à Frente               | 10 749 | 51,63 / 100,00  | 11,32 |
|                         | Partido Socialista              | 6 377  | 30,63 / 100,00  | 5,31  |
|                         | Bloco de Esquerda               | 1 152  | 5,53 / 100,00   | 3,08  |
|                         | Coligação Democrática Unitária  | 634    | 3,05 / 100,00   | 0,04  |
|                         | Partido Democrático Republicano | 239    | 1,15 / 100,00   | Novo  |
|                         | Outros                          | 808    | 3,88 / 100,00   |       |
| Votos Inválidos         | Votos Inválidos                 | 862    | 4,14 / 100,00   | 0,60  |
| Total                   | Total                           | 20 821 | 100,00 / 100,00 |       |
| Eleitorado/Participação | Eleitorado/Participação         | 45 335 | 45,93 / 100,00  | 4,09  |

| Freguesia                              | %     | %     | %    | %    | %    | Votantes |
| Freguesia                              | PÀF   | PS    | BE   | CDU  | PDR  | Votantes |
| -------------------------------------- | ----- | ----- | ---- | ---- | ---- | -------- |
| Águas Frias                            | 49,75 | 38,19 | 2,01 | 2,01 | 0    | 398      |
| Anelhe                                 | 69,10 | 21,89 | 3,43 | 0,43 | 0    | 233      |
| Bustelo                                | 60,46 | 23,95 | 4,94 | 2,28 | 0,38 | 263      |
| Calvão e Soutelinho da Raia            | 50,51 | 31,40 | 4,10 | 2,39 | 1,02 | 293      |
| Cimo de Vila da Castanheira            | 51,46 | 40,59 | 1,67 | 1,26 | 0,42 | 239      |
| Curalha                                | 56,25 | 21,88 | 9,38 | 1,95 | 3,13 | 256      |
| Eiras, São Julião de Montenegro e Cela | 61,67 | 22,01 | 5,12 | 1,33 | 0,76 | 527      |
| Ervededo                               | 60,52 | 21,90 | 5,48 | 1,73 | 1,44 | 347      |
| Faiões                                 | 46,03 | 29,02 | 7,03 | 2,72 | 0,91 | 441      |
| Lama de Arcos                          | 54,27 | 32,66 | 3,52 | 5,03 | 0,50 | 199      |
| Loivos e Póvoa de Agrações             | 62,44 | 25,63 | 2,28 | 1,02 | 0,51 | 394      |
| Madalena e Samaiões                    | 52,03 | 31,56 | 5,05 | 3,06 | 0,80 | 1 505    |
| Mairos                                 | 59,12 | 26,52 | 2,76 | 2,21 | 1,10 | 181      |
| Moreiras                               | 72,60 | 13,70 | 2,74 | 0    | 0,68 | 146      |
| Nogueira da Montanha                   | 74,92 | 13,83 | 2,57 | 0,32 | 0,96 | 311      |
| Oura                                   | 60,38 | 23,58 | 3,77 | 1,57 | 1,26 | 318      |
| Outeiro Seco                           | 41,86 | 37,84 | 6,34 | 3,59 | 2,54 | 473      |
| Paradela                               | 69,03 | 20,00 | 4,52 | 0    | 0,65 | 155      |
| Planalto de Monforte                   | 67,08 | 14,91 | 3,11 | 4,97 | 2,48 | 161      |
| Redondelo                              | 42,52 | 42,52 | 4,72 | 0,39 | 0,39 | 254      |
| Sanfins                                | 67,74 | 20,97 | 4,84 | 0    | 0,81 | 124      |
| Santa Cruz/Trindade e Sanjurge         | 49,42 | 31,86 | 6,30 | 3,45 | 1,33 | 1 651    |
| Santa Leocádia                         | 74,07 | 14,81 | 1,85 | 2,47 | 2,47 | 162      |
| Santa Maria Maior                      | 44,75 | 35,53 | 6,73 | 4,73 | 1,32 | 5 620    |
| Santo António de Monforte              | 52,36 | 30,31 | 3,94 | 3,94 | 1,18 | 254      |
| Santo Estêvão                          | 57,68 | 27,34 | 3,00 | 1,12 | 1,12 | 267      |
| São Pedro de Agostém                   | 56,89 | 26,22 | 4,89 | 2,67 | 0,74 | 675      |
| São Vicente                            | 57,64 | 27,08 | 3,47 | 0,69 | 1,39 | 144      |
| Soutelo e Seara Velha                  | 60,95 | 23,37 | 4,14 | 0,59 | 0,59 | 338      |
| Travancas e Roriz                      | 50,00 | 32,62 | 4,61 | 2,84 | 1,77 | 282      |
| Tronco                                 | 50,41 | 34,15 | 0,81 | 2,44 | 1,63 | 123      |
| Vale de Anta                           | 45,62 | 32,53 | 7,75 | 4,32 | 1,78 | 787      |
| Vidago                                 | 50,54 | 32,25 | 5,80 | 1,87 | 0,98 | 1 017    |
| Vilar de Nantes                        | 47,08 | 30,92 | 8,52 | 3,57 | 1,19 | 1 009    |
| Vilarelho da Raia                      | 64,42 | 24,23 | 3,07 | 1,23 | 0,92 | 326      |
| Vilas Boas                             | 65,69 | 19,61 | 3,92 | 0    | 0    | 102      |
| Vila Verde da Raia                     | 53,85 | 26,92 | 5,98 | 2,14 | 0,43 | 468      |
| Vilela do Tâmega                       | 48,62 | 29,36 | 3,21 | 1,38 | 2,29 | 218      |
| Vilela Seca                            | 63,13 | 25,00 | 0,63 | 3,13 | 0,63 | 160      |
| Chaves                                 | 51,63 | 30,63 | 5,53 | 3,05 | 1,15 | 20 821   |

### Mesão Frio
| Partido                 | Partido                        | Votos | %               | +/-  |
| ----------------------- | ------------------------------ | ----- | --------------- | ---- |
|                         | Portugal à Frente              | 958   | 44,91 / 100,00  | 9,80 |
|                         | Partido Socialista             | 804   | 37,69 / 100,00  | 2,10 |
|                         | Bloco de Esquerda              | 167   | 7,83 / 100,00   | 5,50 |
|                         | Coligação Democrática Unitária | 45    | 2,11 / 100,00   | 0,10 |
|                         | PCTP/MRPP                      | 34    | 1,59 / 100,00   | 1,07 |
|                         | Outros                         | 70    | 3,28 / 100,00   |      |
| Votos Inválidos         | Votos Inválidos                | 55    | 2,58 / 100,00   | 0,40 |
| Total                   | Total                          | 2 133 | 100,00 / 100,00 |      |
| Eleitorado/Participação | Eleitorado/Participação        | 4 080 | 52,28 / 100,00  | 2,72 |

| Freguesia                | %     | %     | %    | %    | %    | Votantes |
| Freguesia                | PÀF   | PS    | BE   | CDU  | PCTP | Votantes |
| ------------------------ | ----- | ----- | ---- | ---- | ---- | -------- |
| Barqueiros               | 36,17 | 48,63 | 6,69 | 2,74 | 0,91 | 329      |
| Cidadelhe                | 37,89 | 35,79 | 9,47 | 7,37 | 2,11 | 95       |
| Mesão Frio (Santo André) | 45,16 | 37,04 | 8,74 | 0,83 | 1,87 | 961      |
| Oliveira                 | 61,43 | 22,86 | 7,62 | 1,90 | 1,43 | 210      |
| Vila Marim               | 44,61 | 38,29 | 6,69 | 3,16 | 1,49 | 538      |
| Mesão Frio               | 44,91 | 37,69 | 7,83 | 2,11 | 1,59 | 2 133    |

### Mondim de Basto
| Partido                 | Partido                        | Votos | %               | +/-  |
| ----------------------- | ------------------------------ | ----- | --------------- | ---- |
|                         | Portugal à Frente              | 2 220 | 56,84 / 100,00  | 7,95 |
|                         | Partido Socialista             | 1 106 | 28,32 / 100,00  | 1,77 |
|                         | Bloco de Esquerda              | 192   | 4,92 / 100,00   | 3,01 |
|                         | Coligação Democrática Unitária | 113   | 2,89 / 100,00   | 0,45 |
|                         | PCTP/MRPP                      | 41    | 1,05 / 100,00   | 0,13 |
|                         | Outros                         | 126   | 3,23 / 100,00   |      |
| Votos Inválidos         | Votos Inválidos                | 108   | 2,76 / 100,00   | 1,00 |
| Total                   | Total                          | 3 906 | 100,00 / 100,00 |      |
| Eleitorado/Participação | Eleitorado/Participação        | 8 514 | 45,88 / 100,00  | 1,14 |

| Freguesia                        | %     | %     | %    | %    | %    | Votantes |
| Freguesia                        | PÀF   | PS    | BE   | CDU  | PCTP | Votantes |
| -------------------------------- | ----- | ----- | ---- | ---- | ---- | -------- |
| Atei                             | 54,23 | 33,01 | 4,31 | 2,23 | 1,12 | 627      |
| Bilhó                            | 71,75 | 15,58 | 2,27 | 1,62 | 0,97 | 308      |
| Campanhó e Paradança             | 72,62 | 18,33 | 2,78 | 2,09 | 0,46 | 431      |
| Ermelo e Pardelhas               | 63,43 | 26,54 | 2,59 | 0,97 | 1,29 | 309      |
| São Cristovão de Mondim de Basto | 48,00 | 32,58 | 6,58 | 4,79 | 1,17 | 1 627    |
| Vilar de Ferreiros               | 61,09 | 26,49 | 5,13 | 0,66 | 0,99 | 604      |
| Mondim de Basto                  | 56,84 | 28,32 | 4,92 | 2,89 | 1,05 | 3 906    |

### Montalegre
| Partido                 | Partido                        | Votos  | %               | +/-  |
| ----------------------- | ------------------------------ | ------ | --------------- | ---- |
|                         | Portugal à Frente              | 2 944  | 48,20 / 100,00  | 7,35 |
|                         | Partido Socialista             | 2 563  | 41,96 / 100,00  | 4,95 |
|                         | Bloco de Esquerda              | 182    | 2,98 / 100,00   | 1,56 |
|                         | Coligação Democrática Unitária | 64     | 1,05 / 100,00   | 0,19 |
|                         | Outros                         | 175    | 2,86 / 100,00   |      |
| Votos Inválidos         | Votos Inválidos                | 180    | 2,94 / 100,00   | 0,37 |
| Total                   | Total                          | 6 108  | 100,00 / 100,00 |      |
| Eleitorado/Participação | Eleitorado/Participação        | 15 009 | 40,70 / 100,00  | 3,89 |

| Freguesia                          | %     | %     | %    | %    | Votantes |
| Freguesia                          | PÀF   | PS    | BE   | CDU  | Votantes |
| ---------------------------------- | ----- | ----- | ---- | ---- | -------- |
| Cabril                             | 32,60 | 52,01 | 6,96 | 1,10 | 273      |
| Cambeses do Rio, Donões e Mourilhe | 53,72 | 30,32 | 2,66 | 0,53 | 188      |
| Cervos                             | 61,38 | 31,72 | 0,69 | 0,69 | 145      |
| Chã                                | 58,06 | 35,28 | 2,22 | 0,56 | 360      |
| Covelo do Gerês                    | 43,24 | 45,05 | 3,60 | 0,90 | 111      |
| Ferral                             | 37,56 | 51,58 | 2,26 | 1,36 | 221      |
| Gralhas                            | 42,76 | 43,42 | 4,61 | 0    | 152      |
| Meixedo e Padornelos               | 52,71 | 42,36 | 1,48 | 0    | 203      |
| Montalegre e Padroso               | 47,59 | 42,60 | 3,30 | 1,78 | 1 122    |
| Morgade                            | 47,83 | 39,86 | 4,35 | 2,17 | 138      |
| Negrões                            | 28,44 | 65,14 | 2,75 | 2,75 | 109      |
| Outeiro                            | 63,04 | 29,35 | 1,09 | 1,09 | 92       |
| Paradela, Contim e Fiães           | 49,27 | 36,10 | 3,90 | 0,98 | 205      |
| Pitões das Júnias                  | 45,28 | 48,11 | 0,94 | 1,89 | 106      |
| Reigoso                            | 64,42 | 30,77 | 0    | 0    | 104      |
| Salto                              | 48,34 | 42,06 | 2,61 | 1,54 | 844      |
| Santo André                        | 37,60 | 46,40 | 6,40 | 1,60 | 125      |
| Sarraquinhos                       | 68,38 | 28,68 | 0,74 | 0    | 136      |
| Sezelhe e Covelães                 | 39,77 | 52,84 | 1,14 | 0    | 176      |
| Solveira                           | 42,67 | 41,33 | 4,00 | 0    | 75       |
| Tourém                             | 45,78 | 46,99 | 1,20 | 0    | 83       |
| Venda Nova e Pondras               | 52,17 | 41,30 | 2,17 | 0    | 230      |
| Viade de Baixo e Fervidelas        | 43,62 | 45,64 | 4,70 | 0,89 | 447      |
| Vila da Ponte                      | 53,24 | 37,41 | 5,04 | 0    | 139      |
| Vilar de Perdizes e Meixide        | 52,78 | 37,35 | 1,23 | 0,93 | 324      |
| Montalegre                         | 48,20 | 41,96 | 2,98 | 1,05 | 6 108    |

### Murça
| Partido                 | Partido                        | Votos | %               | +/-  |
| ----------------------- | ------------------------------ | ----- | --------------- | ---- |
|                         | Portugal à Frente              | 1 724 | 52,35 / 100,00  | 7,77 |
|                         | Partido Socialista             | 1 063 | 32,28 / 100,00  | 2,24 |
|                         | Bloco de Esquerda              | 176   | 5,34 / 100,00   | 3,15 |
|                         | Coligação Democrática Unitária | 50    | 1,52 / 100,00   | 0,56 |
|                         | Outros                         | 109   | 3,30 / 100,00   |      |
| Votos Inválidos         | Votos Inválidos                | 171   | 5,20 / 100,00   | 1,74 |
| Total                   | Total                          | 3 293 | 100,00 / 100,00 |      |
| Eleitorado/Participação | Eleitorado/Participação        | 6 962 | 47,30 / 100,00  | 2,27 |

| Freguesia          | %     | %     | %    | %    | Votantes |
| Freguesia          | PÀF   | PS    | BE   | CDU  | Votantes |
| ------------------ | ----- | ----- | ---- | ---- | -------- |
| Candedo            | 45,77 | 38,56 | 3,70 | 1,76 | 568      |
| Carva e Vilares    | 49,44 | 35,96 | 5,99 | 0,37 | 267      |
| Fiolhoso           | 52,77 | 33,21 | 3,69 | 0,37 | 271      |
| Jou                | 48,57 | 36,00 | 2,86 | 2,57 | 350      |
| Murça              | 52,72 | 30,78 | 7,58 | 1,69 | 1 121    |
| Noura e Palheiros  | 57,87 | 27,34 | 5,99 | 0,75 | 534      |
| Valongo de Milhais | 65,38 | 22,53 | 1,10 | 3,30 | 182      |
| Murça              | 52,35 | 32,28 | 5,34 | 1,52 | 3 293    |

### Peso da Régua
| Partido                 | Partido                        | Votos  | %               | +/-  |
| ----------------------- | ------------------------------ | ------ | --------------- | ---- |
|                         | Portugal à Frente              | 3 475  | 42,81 / 100,00  | 9,06 |
|                         | Partido Socialista             | 3 081  | 37,95 / 100,00  | 3,09 |
|                         | Bloco de Esquerda              | 540    | 6,65 / 100,00   | 3,71 |
|                         | Coligação Democrática Unitária | 404    | 4,98 / 100,00   | 0,32 |
|                         | PCTP/MRPP                      | 105    | 1,29 / 100,00   | 0,40 |
|                         | Outros                         | 255    | 3,14 / 100,00   |      |
| Votos Inválidos         | Votos Inválidos                | 258    | 3,18 / 100,00   | 0,57 |
| Total                   | Total                          | 8 118  | 100,00 / 100,00 |      |
| Eleitorado/Participação | Eleitorado/Participação        | 16 392 | 49,52 / 100,00  | 0,37 |

| Freguesia             | %     | %     | %    | %    | %    | Votantes |
| Freguesia             | PÀF   | PS    | BE   | CDU  | PCTP | Votantes |
| --------------------- | ----- | ----- | ---- | ---- | ---- | -------- |
| Fontelas              | 45,18 | 35,06 | 9,41 | 4,71 | 1,18 | 425      |
| Galafura e Covelinhas | 61,20 | 22,62 | 4,43 | 3,55 | 2,66 | 451      |
| Loureiro              | 44,36 | 38,91 | 6,18 | 2,36 | 1,27 | 550      |
| Moura Morta e Vinhós  | 56,72 | 24,94 | 7,58 | 1,96 | 1,22 | 409      |
| Peso da Régua e Godim | 37,32 | 41,35 | 7,44 | 5,96 | 1,12 | 4 745    |
| Poiares e Canelas     | 49,93 | 34,95 | 4,56 | 3,71 | 1,85 | 701      |
| Sedielos              | 51,00 | 37,50 | 4,25 | 0,75 | 1,25 | 400      |
| Vilarinho dos Freires | 47,14 | 35,93 | 2,97 | 8,01 | 1,14 | 437      |
| Peso da Régua         | 42,81 | 37,95 | 6,65 | 4,98 | 1,29 | 8 118    |

### Ribeira da Pena
| Partido                 | Partido                        | Votos | %               | +/-  |
| ----------------------- | ------------------------------ | ----- | --------------- | ---- |
|                         | Portugal à Frente              | 1 760 | 49,93 / 100,00  | 9,88 |
|                         | Partido Socialista             | 1 351 | 38,33 / 100,00  | 6,57 |
|                         | Bloco de Esquerda              | 104   | 2,95 / 100,00   | 1,53 |
|                         | Coligação Democrática Unitária | 69    | 1,96 / 100,00   | 0,11 |
|                         | Outros                         | 141   | 3,01 / 100,00   |      |
| Votos Inválidos         | Votos Inválidos                | 100   | 2,83 / 100,00   | 0,58 |
| Total                   | Total                          | 3 525 | 100,00 / 100,00 |      |
| Eleitorado/Participação | Eleitorado/Participação        | 8 729 | 40,38 / 100,00  | 3,21 |

| Freguesia                              | %     | %     | %    | %    | Votantes |
| Freguesia                              | PÀF   | PS    | BE   | CDU  | Votantes |
| -------------------------------------- | ----- | ----- | ---- | ---- | -------- |
| Alvadia                                | 59,12 | 33,58 | 0    | 0,73 | 137      |
| Canedo                                 | 64,25 | 28,50 | 1,04 | 0,52 | 193      |
| Cerva e Limões                         | 55,03 | 31,31 | 2,96 | 3,83 | 1 252    |
| Salvador e Santo Aleixo de Além-Tâmega | 47,54 | 41,51 | 3,42 | 0,68 | 1 607    |
| Santa Marinha                          | 30,36 | 56,85 | 2,98 | 2,38 | 336      |
| Ribeira de Pena                        | 49,93 | 38,33 | 2,95 | 1,96 | 3 525    |

### Sabrosa
| Partido                 | Partido                        | Votos | %               | +/-  |
| ----------------------- | ------------------------------ | ----- | --------------- | ---- |
|                         | Portugal à Frente              | 1 634 | 47,33 / 100,00  | 6,43 |
|                         | Partido Socialista             | 1 255 | 36,36 / 100,00  | 0,11 |
|                         | Bloco de Esquerda              | 184   | 5,33 / 100,00   | 3,52 |
|                         | Coligação Democrática Unitária | 109   | 3,16 / 100,00   | 0,66 |
|                         | Outros                         | 133   | 3,84 / 100,00   |      |
| Votos Inválidos         | Votos Inválidos                | 137   | 3,97 / 100,00   | 0,78 |
| Total                   | Total                          | 3 452 | 100,00 / 100,00 |      |
| Eleitorado/Participação | Eleitorado/Participação        | 6 776 | 50,94 / 100,00  | 1,50 |

| Freguesia                                            | %     | %     | %    | %    | Votantes |
| Freguesia                                            | PÀF   | PS    | BE   | CDU  | Votantes |
| ---------------------------------------------------- | ----- | ----- | ---- | ---- | -------- |
| Celeirós                                             | 42,97 | 43,75 | 1,56 | 2,34 | 128      |
| Covas do Douro                                       | 40,00 | 41,92 | 6,54 | 2,31 | 260      |
| Gouvinhas                                            | 62,30 | 18,03 | 5,74 | 5,74 | 122      |
| Paços                                                | 48,44 | 31,44 | 6,80 | 3,68 | 353      |
| Parada do Pinhão                                     | 64,56 | 27,67 | 3,88 | 0    | 206      |
| Provesende, Gouvães do Douro e S. Cristóvão do Douro | 42,38 | 40,07 | 7,28 | 1,99 | 302      |
| Sabrosa                                              | 43,00 | 39,39 | 4,44 | 7,07 | 721      |
| São Lourenço de Ribapinhão                           | 43,00 | 40,58 | 4,35 | 4,35 | 207      |
| São Martinho de Anta e Paradela de Guiães            | 41,50 | 39,49 | 6,40 | 1,83 | 547      |
| Souto Maior                                          | 55,84 | 33,94 | 2,92 | 0,36 | 274      |
| Torre do Pinhão                                      | 60,51 | 29,23 | 4,10 | 1,03 | 195      |
| Vilarinho de São Romão                               | 51,09 | 32,85 | 8,76 | 0,73 | 137      |
| Sabrosa                                              | 47,33 | 36,36 | 5,33 | 3,16 | 3 452    |

### Santa Marta de Penaguião
| Partido                 | Partido                        | Votos | %               | +/-  |
| ----------------------- | ------------------------------ | ----- | --------------- | ---- |
|                         | Partido Socialista             | 1 699 | 43,71 / 100,00  | 3,84 |
|                         | Portugal à Frente              | 1 673 | 43,04 / 100,00  | 7,15 |
|                         | Bloco de Esquerda              | 174   | 4,48 / 100,00   | 2,25 |
|                         | Coligação Democrática Unitária | 121   | 3,11 / 100,00   | 0,25 |
|                         | Outros                         | 116   | 2,99 / 100,00   |      |
| Votos Inválidos         | Votos Inválidos                | 104   | 2,68 / 100,00   | 0,23 |
| Total                   | Total                          | 3 887 | 100,00 / 100,00 |      |
| Eleitorado/Participação | Eleitorado/Participação        | 7 753 | 50,14 / 100,00  | 0,08 |

| Freguesia                | %     | %     | %    | %    | Votantes |
| Freguesia                | PS    | PÀF   | BE   | CDU  | Votantes |
| ------------------------ | ----- | ----- | ---- | ---- | -------- |
| Alvações do Corgo        | 50,35 | 39,08 | 3,17 | 3,17 | 284      |
| Cumieira                 | 40,32 | 46,77 | 4,68 | 2,58 | 620      |
| Fontes                   | 46,41 | 45,32 | 3,70 | 1,31 | 459      |
| Lobrigos e Sanhoane      | 44,92 | 39,06 | 4,43 | 4,86 | 1 398    |
| Louredo e Fornelos       | 40,19 | 48,43 | 4,12 | 1,69 | 413      |
| Medrões                  | 36,73 | 47,27 | 8,00 | 2,18 | 275      |
| Sever                    | 45,21 | 42,92 | 4,11 | 2,05 | 438      |
| Santa Marta de Penaguião | 43,71 | 43,04 | 4,48 | 3,11 | 3 887    |

### Valpaços
| Partido                 | Partido                        | Votos  | %               | +/-  |
| ----------------------- | ------------------------------ | ------ | --------------- | ---- |
|                         | Portugal à Frente              | 6 133  | 66,46 / 100,00  | 6,31 |
|                         | Partido Socialista             | 1 981  | 21,47 / 100,00  | 1,66 |
|                         | Bloco de Esquerda              | 312    | 3,38 / 100,00   | 2,07 |
|                         | Coligação Democrática Unitária | 120    | 1,30 / 100,00   | 0,09 |
|                         | Outros                         | 336    | 3,64 / 100,00   |      |
| Votos Inválidos         | Votos Inválidos                | 346    | 3,75 / 100,00   | 0,99 |
| Total                   | Total                          | 9 228  | 100,00 / 100,00 |      |
| Eleitorado/Participação | Eleitorado/Participação        | 20 703 | 44,57 / 100,00  | 1,46 |

| Freguesia                        | %     | %     | %    | %    | Votantes |
| Freguesia                        | PÀF   | PS    | BE   | CDU  | Votantes |
| -------------------------------- | ----- | ----- | ---- | ---- | -------- |
| Água Revés e Crasto              | 62,31 | 27,64 | 1,51 | 1,01 | 199      |
| Algeriz                          | 67,00 | 25,67 | 3,00 | 0,33 | 300      |
| Bouçoães                         | 73,00 | 16,88 | 2,95 | 0    | 237      |
| Canaveses                        | 78,63 | 12,98 | 1,53 | 1,53 | 131      |
| Carrazedo de Montenegro e Curros | 78,85 | 11,90 | 2,14 | 0,77 | 1 168    |
| Ervões                           | 69,21 | 18,90 | 3,96 | 1,22 | 328      |
| Fornos do Pinhal                 | 70,04 | 23,48 | 0,40 | 0,40 | 247      |
| Friões                           | 82,18 | 7,76  | 1,72 | 0,57 | 348      |
| Lebução, Fiães e Nozelos         | 64,65 | 26,88 | 1,45 | 1,45 | 413      |
| Padrela e Tazem                  | 61,67 | 23,89 | 0,56 | 1,11 | 180      |
| Possacos                         | 56,47 | 29,86 | 5,40 | 2,16 | 278      |
| Rio Torto                        | 71,35 | 22,40 | 1,04 | 0    | 192      |
| Santa Maria de Emeres            | 56,40 | 25,12 | 3,32 | 0    | 211      |
| Santa Valha                      | 73,09 | 13,65 | 3,21 | 1,20 | 249      |
| Santiago da Ribeira de Alhariz   | 85,28 | 4,60  | 1,53 | 1,23 | 326      |
| São João da Corveira             | 56,40 | 33,84 | 3,35 | 1,52 | 328      |
| São Pedro de Veiga de Lila       | 61,29 | 30,32 | 1,94 | 0,65 | 155      |
| Serapicos                        | 86,31 | 8,93  | 0    | 0    | 168      |
| Sonim e Barreiros                | 65,49 | 17,96 | 4,93 | 0    | 284      |
| Tinhela e Alvarelhos             | 78,53 | 11,52 | 2,62 | 0    | 191      |
| Vales                            | 71,79 | 15,38 | 2,56 | 4,49 | 156      |
| Valpaços e Sanfins               | 52,05 | 31,35 | 5,68 | 2,66 | 2 217    |
| Vassal                           | 74,14 | 18,25 | 3,42 | 0    | 263      |
| Veiga de Lila                    | 80,13 | 8,97  | 1,92 | 0    | 156      |
| Vilarandelo                      | 65,01 | 19,28 | 5,37 | 1,19 | 503      |
| Valpaços                         | 66,46 | 21,47 | 3,38 | 1,30 | 9 228    |

### Vila Pouca de Aguiar
| Partido                 | Partido                        | Votos  | %               | +/-  |
| ----------------------- | ------------------------------ | ------ | --------------- | ---- |
|                         | Portugal à Frente              | 4 005  | 53,69 / 100,00  | 3,36 |
|                         | Partido Socialista             | 2 476  | 33,19 / 100,00  | 1,69 |
|                         | Bloco de Esquerda              | 249    | 3,34 / 100,00   | 1,65 |
|                         | Coligação Democrática Unitária | 219    | 2,94 / 100,00   | 0,80 |
|                         | PCTP/MRPP                      | 79     | 1,06 / 100,00   | 0,17 |
|                         | Outros                         | 203    | 2,72 / 100,00   |      |
| Votos Inválidos         | Votos Inválidos                | 229    | 3,07 / 100,00   | 0,17 |
| Total                   | Total                          | 7 460  | 100,00 / 100,00 |      |
| Eleitorado/Participação | Eleitorado/Participação        | 16 831 | 44,32 / 100,00  | 1,01 |

| Freguesia                       | %     | %     | %    | %    | %    | Votantes |
| Freguesia                       | PÀF   | PS    | BE   | CDU  | PCTP | Votantes |
| ------------------------------- | ----- | ----- | ---- | ---- | ---- | -------- |
| Alfarela de Jales               | 63,28 | 25,39 | 1,95 | 3,52 | 1,56 | 256      |
| Alvão                           | 65,19 | 23,80 | 3,02 | 1,95 | 1,95 | 563      |
| Bornes de Aguiar                | 51,87 | 31,76 | 5,60 | 2,31 | 1,07 | 1 124    |
| Bragado                         | 62,20 | 28,96 | 2,13 | 1,52 | 0,91 | 328      |
| Capeludos                       | 65,30 | 24,25 | 1,49 | 1,49 | 1,49 | 268      |
| Pensalvos e Parada de Monteiros | 50,23 | 33,33 | 1,83 | 6,85 | 0,46 | 219      |
| Sabroso de Aguiar               | 44,17 | 46,88 | 2,44 | 1,63 | 1,08 | 369      |
| Soutelo de Aguiar               | 41,35 | 45,45 | 3,81 | 3,81 | 0,88 | 341      |
| Telões                          | 54,46 | 34,68 | 3,06 | 1,53 | 0,70 | 718      |
| Tresminas                       | 60,42 | 29,17 | 1,04 | 2,08 | 1,39 | 288      |
| Valoura                         | 61,86 | 27,44 | 0    | 0,93 | 0,47 | 215      |
| Vila Pouca de Aguiar            | 44,48 | 40,27 | 4,05 | 4,69 | 0,85 | 1 875    |
| Vreia de Bornes                 | 77,30 | 14,59 | 1,62 | 0    | 0,81 | 370      |
| Vreia de Jales                  | 53,61 | 30,04 | 3,80 | 4,37 | 1,52 | 526      |
| Vila Pouca de Aguiar            | 53,69 | 33,19 | 3,34 | 2,94 | 1,06 | 7 460    |

### Vila Real
| Partido                 | Partido                        | Votos  | %               | +/-   |
| ----------------------- | ------------------------------ | ------ | --------------- | ----- |
|                         | Portugal à Frente              | 13 708 | 48,06 / 100,00  | 12,16 |
|                         | Partido Socialista             | 9 609  | 33,69 / 100,00  | 6,40  |
|                         | Bloco de Esquerda              | 1 893  | 6,64 / 100,00   | 3,26  |
|                         | Coligação Democrática Unitária | 1 006  | 3,53 / 100,00   | 0,32  |
|                         | Outros                         | 1 342  | 4,71 / 100,00   |       |
| Votos Inválidos         | Votos Inválidos                | 965    | 3,38 / 100,00   | 0,56  |
| Total                   | Total                          | 28 523 | 100,00 / 100,00 |       |
| Eleitorado/Participação | Eleitorado/Participação        | 50 944 | 55,99 / 100,00  | 2,54  |

| Freguesia                      | %     | %     | %    | %    | Votantes |
| Freguesia                      | PÀF   | PS    | BE   | CDU  | Votantes |
| ------------------------------ | ----- | ----- | ---- | ---- | -------- |
| Abaças                         | 51,44 | 30,14 | 4,33 | 5,42 | 554      |
| Adoufe e Vilarinho de Samardã  | 51,76 | 29,95 | 5,96 | 3,79 | 1 476    |
| Andrães                        | 56,85 | 25,63 | 7,51 | 1,31 | 839      |
| Arroios                        | 43,88 | 35,42 | 7,58 | 3,21 | 686      |
| Borbela e Lamas de Olo         | 49,49 | 32,26 | 5,79 | 3,57 | 1 485    |
| Campeã                         | 58,91 | 28,82 | 3,59 | 1,85 | 864      |
| Constantim e Vale de Nogueiras | 57,25 | 24,91 | 5,71 | 2,08 | 1 104    |
| Folhadela                      | 43,35 | 36,00 | 7,18 | 5,63 | 1 225    |
| Guiães                         | 72,66 | 16,41 | 2,34 | 3,13 | 256      |
| Lordelo                        | 41,39 | 38,15 | 8,44 | 3,24 | 1 481    |
| Mateus                         | 40,31 | 38,77 | 8,35 | 4,97 | 1 749    |
| Mondrões                       | 55,59 | 28,67 | 3,85 | 1,75 | 572      |
| Mouçós e Lamares               | 53,12 | 27,09 | 6,09 | 2,83 | 1 905    |
| Nogueira e Ermida              | 51,73 | 36,51 | 5,54 | 2,08 | 578      |
| Parada de Cunhos               | 45,60 | 36,70 | 6,92 | 3,17 | 1 011    |
| Pena, Quintã e Vila Cova       | 76,21 | 12,57 | 4,06 | 1,93 | 517      |
| São Tomé do Castelo e Justes   | 63,51 | 21,81 | 4,80 | 1,92 | 729      |
| Torgueda                       | 53,90 | 30,62 | 6,19 | 1,83 | 872      |
| Vila Marim                     | 55,01 | 29,20 | 5,26 | 2,28 | 1 007    |
| Vila Real                      | 41,60 | 39,18 | 7,47 | 4,29 | 9 613    |
| Vila Real                      | 48,06 | 33,69 | 6,64 | 3,53 | 28 523   |